# Quintus Publilius Philo
Quintus Publilius Philo est un homme politique romain du IVe siècle av. J.-C.

## Biographie
Quoique plébéien, il fut élu consul quatre fois en 339, 327, 320 et 315 av. J.-C. et nommé dictateur en 339 av. J.-C. Il fut également le premier plébéien qui devint préteur en 336 av. J.-C., le premier magister equitum plébéien en 335 av. J.-C., le premier censeur plébéien en 332 av. J.-C., et le premier consul à voir son pouvoir militaire prolongé d'une année en 326 av. J.-C., avec le titre de proconsul.
Publilius Philo fit voter en 339 av. J.-C. les Leges Publiliae Philonis, contribuant à l'accroissement des droits des plébéiens :
- obligation qu’un des deux censeurs soit un plébéien, possibilité que les deux consuls soient plébéiens ;
- approbation préalable du sénat et des curies pour les projets soumis aux comices ;
- obligation pour les patriciens de se soumettre aux votes des plébiscites.